# محمد بن سليمان اليوسفي
محمد بن سليمان اليوسفي كاتب وباحث ومصور سعودي، ولد عام 1384هـ في عيون الجواء في القصيم. كاتب ومصور زاوية (من قلب الصحراء) في جريدة (الرياض)، وله اهتمام واسع بموضوع الصحراء وكل ما يتعلق بها، وصدر له العديد من المؤلفات من بينها كتاب (حبائل الصحراء)، وكتاب (دليل الصحراء في المملكة العربية السعودية).

## التعليم
- حاصل على درجة البكالوريوس في الصحافة والعلاقات العامة من كلية الإعلام في جامعة الإمام محمد بن سعود الإسلامية عام 1410هـ.[3]

## العمل
- يعمل ضابطاً في القوات المسلحة السعودية (متقاعد).[3]
- كاتب ومصور في جريدة (الرياض).[7]

## مؤلفات
- (رحلات برية: مواقف.. تجارب.. خبرات.. شخصيات) صدر عام 1425هـ.[8]
- (الطيور البرية والمهاجرة في المملكة العربية السعودية) صدر عام 1427هـ.[9]
- (حبائل الصحراء: دليلك المصور إلى تجنب أخطار الصحراء وأخطاء الرحلات البرية) صدر عام 1427هـ.[10]
- (دليل الصحراء في المملكة العربية السعودية) صدر عام 1430هـ.[11]
- (روّاد الصحراء: أحداث ومواقف وأشعار وقصص شعبية مصورة).[12][13]

## روّاد الصحراء
في عام 2007، أصدر الكاتب محمد اليوسفي كتاب "روّاد الصحراء"، وقد احتوى الكتاب على مجموعة من الأحداث والمواقف والأشعار والقصص الشعبية المصورة. سعى الكاتب في الكتاب إلى توظيف القصص والحكايات والشعر، بوصفها مصادر للمعلومات أو الرسائل التوعوية، وعالجها بأسلوب ساخر من بعض السلوكيات، لدى هواة الصيد والرحلات البرية.

## دليل الصحراء
في عام 2009، أصدر الكاتب محمد اليوسفي كتابًا بعنوان "دليل الصحراء في المملكة العربية السعودية"، يحتوي الكتاب على 640 صفحةً من الورق المتوسط، كما يحتوي على ما يقارب 800 صورة، تم التقاطها من قبل الكاتب، في ميادين صحراء المملكة.
يتضمن الكتاب خمسة فصول وملحقين، تطرق المؤلف في الفصل الأول إلى مئات الأمثال الشعبية ذات الصلة بالحياة البرية، أما الفصل الثاني، فحشد مئات الصور للطيور التي تعيش في براري المملكة أو المهاجرة.

## حبائل الصحراء
في عام 2006، أصدر الكاتب محمد اليوسفي كتابًا بعنوان " حبائل الصحراء"، احتوى على 296 صفحة، ويُعدُّ الكتاب الثالث بعد كتاب "رحلات بحرية" وكتاب "الطيور البرية والمهاجرة".
تناول الكتاب الأخطاء والأخطار التي تواجه مرتادي الصحراء من الصيادين وأصحاب المواشي ومحبي الرحلات البرية، واحتوى على عدد من المواضيع، منها سموم النباتات البرية وأضرارها، وهجوم الحيوانات، واعتداء الزواحف، ولدغات الحشرات وأضرارها.

## الترقية
في سبتمبر 2011، صدر أمر ملكي بترقية الكاتب محمد بن سليمان اليوسفي إلى رتبة عقيد. كما أن الكاتب يحمل تأهيلًا عسكريًّا، إلا أنه يحمل درجة البكالوريوس في الصحافة، ومهتم بالكتابة عن الصحراء.